# Djurgårdens IF Fotboll 1973
Djurgårdens IF Fotboll, spelade 1973 i Allsvenskan. Denna säsong kom man på en 3:e plats, vilket ledde till att man blev bästa klubb i Stockholm.
Med ett hemmapubliksnitt på 7828 blev Harry Svensson lagets bäste målskytt med 16 mål.